# Adilson dos Santos
Adilson dos Santos (Aracaju, 12 de mayo de 1976), también conocido como Adilson o Adi, es un ex futbolista y preparador brasileño.
Debutó en el Paraná Clube y durante su etapa profesional destacó en el fútbol asiático, primero con el Dalian Shide chino y después en el F. C. Seoul, en el que permaneció ocho temporadas.

## Biografía
Adilson comenzó su carrera en las filas del modesto Apucarana Atlético Clube y en 1997 debutó como profesional en el Paraná Clube, donde destacó en la defensa. Después de ganar el Campeonato Paranaense y ser nombrado mejor lateral del torneo, fichó en 1998 por el Estrella Roja de Belgrado de la liga yugoslava, en el que jugó once partidos. Permaneció allí sólo una temporada, pues el estallido de la Guerra de Kosovo aceleró su salida.
A comienzos de la campaña 1999-2000, el representante de Adilson ofreció al jugador al Real Betis, de la Primera División de España. Su presidente, Manuel Ruiz de Lopera, le fichó a través de su empresa Tegasa. Aunque el brasileño superó el reconocimiento médico e incluso posó con la camiseta verdiblanca, no convenció en las pruebas deportivas y fue descartado. A los pocos días el Sevilla, máximo rival de la ciudad hispalense, anunció su contratación. Sin embargo, la relación con los béticos no se rompió del todo, pues Ruíz de Lopera alegó que le pertenecían sus derechos federativos. Y a pesar de que entrenó con la entidad blanquirroja durante la pretemporada, al final fue descartado por el entrenador Marcos Alonso. Después estuvo a prueba en el Celta de Vigo, también sin éxito.
El brasileño terminó marchándose al Dalian Shide, en la Primera División de China. Pronto ganó allí un puesto titular y contribuyó a que el club dominase la escena futbolística nacional, con tres ligas (2000, 2001 y 2002), dos copas de China (2001 y 2005), una supercopa (2005) y un subcampeonato en la Recopa de la AFC (2000-01).
En 2006 se marchó al F. C. Seoul de la K League surcoreana, donde se asentó hasta el final de su carrera y aportó su experiencia en el fútbol asiático. Adelantó su posición a la de mediocentro defensivo y mejoró sus estadísticas personales, convirtiéndose en un ídolo para la afición local. A nivel de clubes ganó dos ligas (2010 y 2012), dos copas de la liga (2006 y 2010) y fue finalista de la Liga de Campeones de la AFC (2013). Además, formó parte del once ideal de la liga en cinco ocasiones (2007, 2008, 2010, 2012 y 2013) y superó el récord de partidos en el torneo doméstico para un jugador extranjero, con 264 apariciones.
Tras anunciar su retirada en enero de 2014, el F. C. Seoul le ha ofrecido un puesto de preparador.

## Clubes
| Club                      | País                       | Año         |
| ------------------------- | -------------------------- | ----------- |
| Paraná Clube              | Brasil                     | 1997 - 1998 |
| Estrella Roja de Belgrado | Yugoslavia (actual Serbia) | 1998 - 1999 |
| Dalian Shide              | China                      | 2000 - 2005 |
| Football Club Seoul       | Corea del Sur              | 2006 - 2013 |